# Ruine Hintere Birseck
Bei der Ruine Hintere Birseck handelt es sich um wenige Reste einer Höhenburg etwa 0,5 km östlich von Arlesheim im Kanton Basel-Landschaft in der Schweiz. Erhalten sind Spuren von Mauern. Die Ruine steht südlich von der Burg Reichenstein und etwa 100 m nördlich der Ruine Mittlere Birseck.

## Geschichte

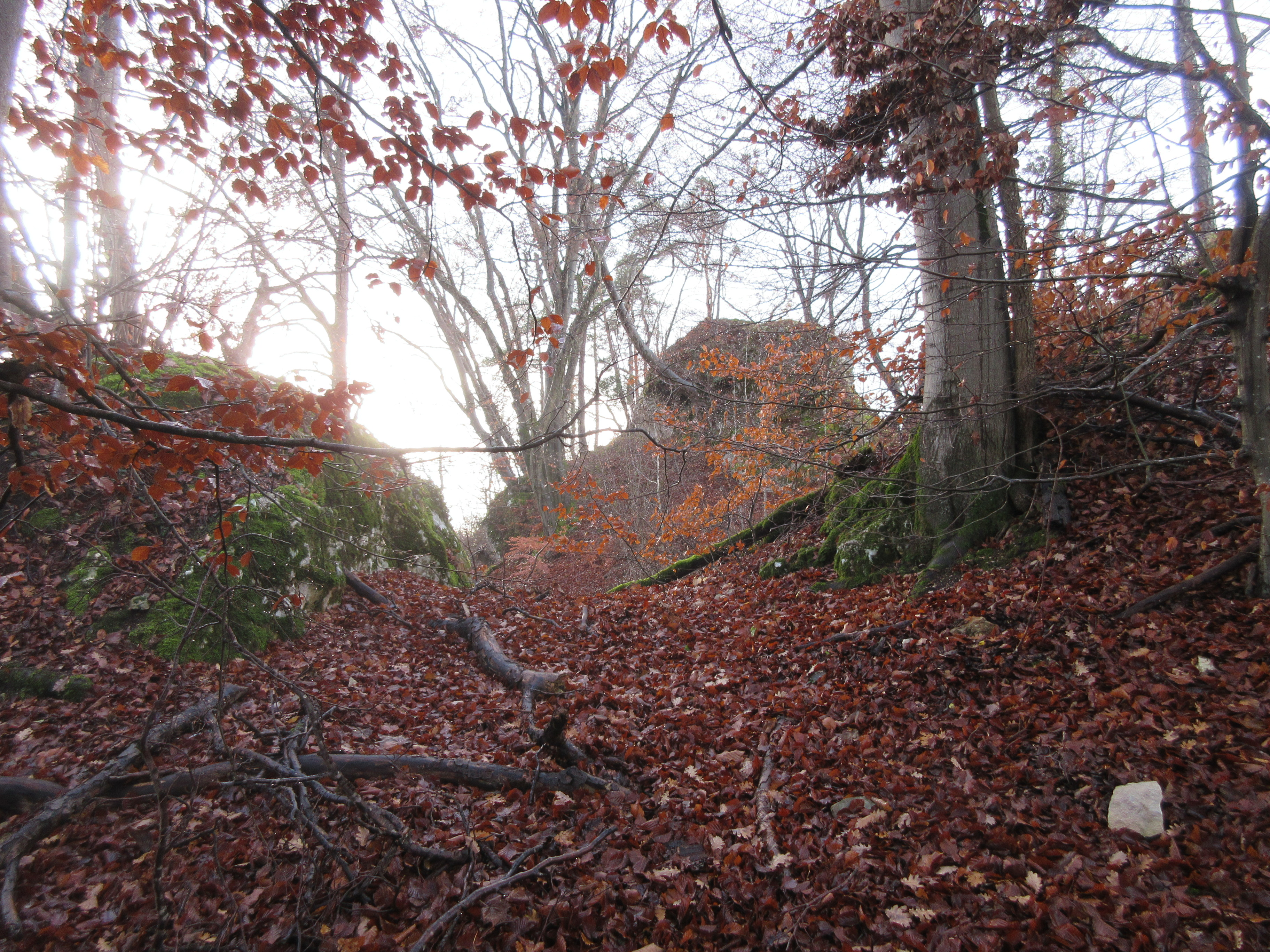
Vermutlich der Eingangsbereich der Burg. Wenig erhaltene Mauerreste rechts im Bild sind fast vollständig von Laub überdeckt.

Über die Entstehung der Anlage ist wenig bekannt. Im Mittelalter wurde sie als «castrum medium» (Mittlere Burg) bezeichnet, da sie zwischen den anderen Burganlagen in der Umgebung stand. Sie wurde wahrscheinlich von den Grafen von Frohburg um ca. 1160 errichtet, um ihre Expansionsbestrebungen zu stärken. Dies brachte sie in den Konflikt mit dem Basler Bischof um ca. 1200. 1245 wurde die Burganlage Birseck mit anderen Besitztümern vom Graf Ludewig von Frohburg und seinem Sohn Hartmann an das Hochstift von Basel (Lütold) übergeben. Dabei kamen auch die Hintere Birseck und Mittlere Birseck womöglich in den Besitz des Hochstifts. Die Burgen wurden an die Familie Reich entlehnt. Die nördliche Burg wurde zu Burg Reichenstein umbenannt.
Die Burg wurde bis in das frühe 14. Jahrhundert noch benutzt und womöglich 1356 beim  Basler Erdbeben zerstört.